# Ech-challalate
Ech-challalate  (in arabo الشلالات‎?) è un centro abitato e comune rurale del Marocco situato nella prefettura di Mohammedia, regione di Casablanca-Settat. Conta una popolazione di 53 503 abitanti (censimento 2014).